# Лилейник иезский
Лиле́йник (красодне́в) ие́зский (лат. Hemerocallis yezoensis) — вид однодольных растений рода Лилейник (Hemerocallis) семейства Ксанторреевые (Xanthorrhoeaceae). Впервые описан японским ботаником Хироси Харой в 1938 году.

## Распространение, описание
Распространён от Курильских островов до севера и запада Японии.
Гемикриптофит либо луковичный геофит. Многолетнее травянистое растение. Листья с клиновидным или усечённым основанием. Цветки шестилепестковые. Плод — коробочка бурой, жёлтой или зелёной окраски.
Число хромосом — 2n=22.

## Значения
Выращивается как декоративное растение.

## Замечания по охране
Внесён в Красную книгу Сахалинской области (Россия).

## Синонимы
Синонимичные названия:
- Hemerocallis flava var. yezoensis (H.Hara) M.Hotta
- Hemerocallis lilioasphodelus var. yezoensis (H.Hara) M.Hotta